# 船越経三
船越 経三（ふなこし つねぞう、1911年11月12日 - 2009年3月30日）は日本の経済学者。元神奈川大学経済学部教授。専門は古典経済学、経済史学、アダム・スミス研究。

## 経歴
- 岩手県盛岡市出身[2]
- 成蹊高校
- 神奈川大学教授

## 著書
- 『アダム・スミスの世界―市民社会体系論序説』　東洋経済新報社　1973年